# Giuseppe Tartini

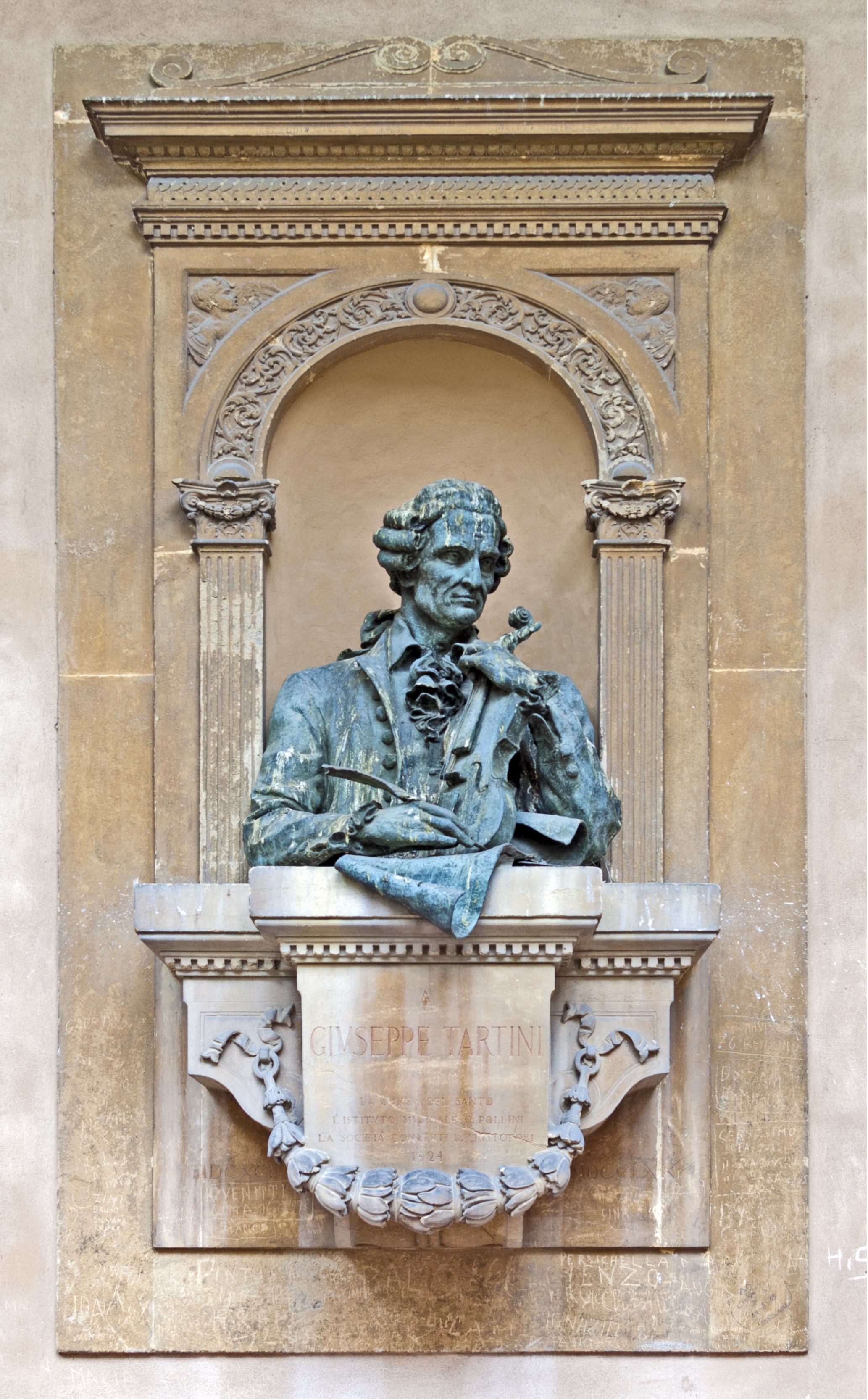
Památník v bazilice v Padově.

Giuseppe Tartini (8. dubna 1692, Piran – 26. února 1770, Padova) byl italský barokní skladatel, houslista, muzikolog a pedagog. Jeho nejslavnější skladbou je houslová sonáta g moll Il trillo del devil (Ďáblův trylek). Vedle mimořádného interpretačního a kompozičního talentu byl také vynikajícím pedagogem a hudebním teoretikem. 

## Život
Pocházel z města Piran na Istrijském poloostrově v Benátské republice. Rodiče z něj chtěli mít kněze, a proto ho v roce 1702 nechali zapsat v nedaleké Capodistrii do školy , kde studoval klasickou literaturu, rétoriku, ale také základy hudby, především výuku hry na housle. V roce 1708 však školu opustil a začal studovat právo na Padovské univerzitě. Kromě toho se věnoval šermu a stal se vynikajícím šermířem. Zamiloval se do neteře padovského arcibiskupa Elisabetty Premazore a v roce 1710 se s ní tajně oženil. Sňatek vyvolal hněv nevěstiny rodiny a Tartini musel z Padovy uprchnout, zatím co Elisabetta byla poslána do kláštera. Putoval od města městu a nakonec našel útočiště v klášteře sv. Františka v Assisi, kde byl představeným jeho příbuzný, páter Giovanni Battista Torre z Pirana. Tartini zůstal v klášteře dva roky a znovu se vrátil ke studiu hudby s pomocí varhaníka Bohuslava Matěje Černohorského. 
Přibližně v roce 1714 se stal hudebníkem v opeře v Anconě poté, co se rodina se sňatkem smířila. Klíčovým momentem v Tartiniho životě bylo setkání s houslovým virtuosem Francescem Veracinim, jehož mistrovská hra ho přiměla k intenzivnímu studiu. Od roku 1721 působil v padovské Bazilice svatého Antonína jako dirigent a houslista ve sboru, který patřil k nejlepším v zemi. Kromě toho účinkoval příležitostně i v jiných městech, nejčastěji v Benátkách.
Tartini vyvinul nový způsob hry na housle objevem známého fenoménu terzo suono (třetí zvuk), který vzniká při souzvuku dvou čistých tónů. Lidské ucho při poslechu dvou stejných tónů vytvoří ještě třetí hluboký tón. Jeho frekvence se rovná rozdílu frekvencí základních tónů nebo násobku tohoto rozdílu. Tento akustický jev, tzv. Tartiniho tóny, měl velký vliv na jeho skladby. Byl základem jeho studia hudební teorie a popsal ho ve svém pozdějším díle Trattato di musica (Pojednání o hudbě) z roku 1754. Byl to fenomén, kterému se věnoval po celý svůj život. Nadále se zdokonaloval v technice houslové hry. V té době psal své pojednání Arte dell´ arco (Umění smyčce). V letech 1717–1718 působil  jako první houslista v orchestru Teatro della Fortuna ve Fanu. 
V roce 1723 obdržel pozvání do Prahy na korunovaci císaře Karla VI. českým králem. V Praze pak Tartini setrval další tři roky společně se svým krajanem violoncellistou a skladatelem Antoniem Vandinim, ve službách hraběte Františka Ferdinanda Kinského. Když Tartiniho v Praze slyšel hrát Johann Joachim Quantz vyjádřil se o něm takto:
| „                       | Tartini je prvotřídní houslista, ze svých houslí dokáže vydobýt překrásné tóny, jeho prsty a smyčec ho skvěle poslouchají, i ty nejsložitější pasáže hraje bez námahy, s dokonalým přehledem hraje všechny trylky ba dokonce dvojité trylky a hraje ve velmi vysokém rejstříku, v jeho provedení však není nic dojemného, jeho vkus není ušlechtilý a je často zcela v rozporu s dobrými způsoby. | “ |
| — Johann Joachim Quantz | |   |

V roce 1726 ho zdravotní problémy způsobené pražským klimatem donutily vrátit se spolu s přítelem Vandinim do Itálie. V Padově obnovil svou činnost v bazilice a také vyučoval hru na housle. Do jeho školy (Scuola delle nazioni) se hlásili studenti z celé Evropy. Tartini vyvinul techniku vedení smyčce, která doposud nebyla překonána a přes své žáky ovlivnil hudbu hlavně ve Francii, Anglii a Německu. Do čtyřicátých let osmnáctého století slavil úspěchy i jako houslista v různých městech včetně Neapole a Říma. Na požádání papeže Klementa XII. složil pro církev sborovou skladbu Miserere.
Koncertní činnosti zanechal kvůli zdravotním problémům. Pedagogické činnosti se věnoval nejméně do roku 1767 a pokračoval až do konce svých dnů ve snaze zdokonalit svou teorii o harmonickém systému. V poslední části života napsal několik pojednání o hudbě. Roku 1767 vyšlo De´ principi dell'armonia musicale nel diatonico genere (O principech hudební harmonie v diatonice). Napsal také několik učebnic houslové hry Regole par arrivare a saper ben suonare il violino (přibližně Pravidla pro dosažení jasného zvuku houslí) a Libro de regole ed esempi necessari per ben suonare (Kniha pravidel a příkladů nezbytných pro jasný zvuk). Šestisvazkové dílo Delle ragioni e delle proprorzioni, které začal Tartini psát v posledních letech svého života a které dokončil a vydal padovský profesor Colombo, bylo ztraceno. 
V roce 1768 Tartinimu zemřela manželka a on sám měl vleklé zdravotní potíže, celé měsíce neopouštěl lůžko. O nemocného umělce se starali jeho přítel Vandini a oblíbený žák Pietro Nardini. Giuseppe Tartini zemřel 26. února 1770 a byl pohřben v kostele Santa Caterina v Padově vedle své manželky. 
V jeho rodném Piranu je po něm pojmenované centrální náměstí. Uprostřed se nachází pomník skladatele. Jeho jméno má i tamní divadlo, otevřené v roce 1910. Už v roce 1806 byl Tartinimu postaven pomník v Padově nedaleko baziliky svatého Antonína. 

## Dílo
Tartini skládal hudební díla pro housle, nejčastěji koncerty a sonáty, které byly někdy doprovázené cembalem. Složil více než 350 skladeb, z toho 135 koncertů, 190 sonát, 2 koncerty pro flétnu a koncerty pro další nástroje. Mezi jeho nejslavnější díla patří sonáty v g-moll Il Trillo del Diavolo a Didone abbandonata. Složil také několik duchovních vokálních skladeb. 

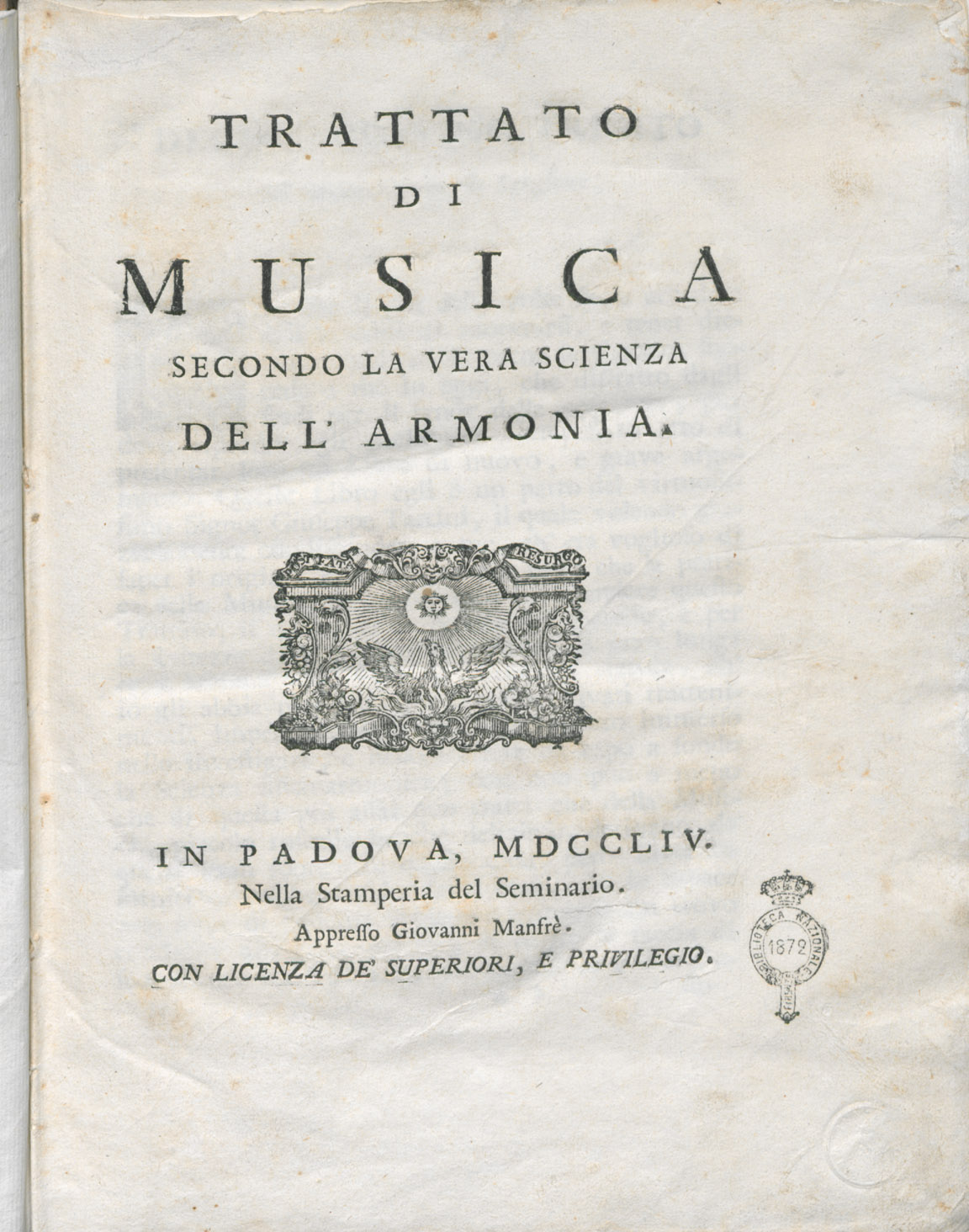
Tratiniho pojednání o hudbě z roku 1754

Svými kompozicemi navázal na odkaz Antonia Vivaldiho, jeho hudba v sobě spojuje virtuositu a lyriku.  
Je rovněž považován za výborného teoretika hudby. Publikoval dílo s názvem Trattato di musica secondo la vera scienza dell'armonia.

### Chrámová hudba
- Alma contrita
- Alma pentita
- Amare lacrime
- Caro Signor amato
- Chi cerca un'innocenza
- Crocifisso mio Signor
- Dio ti salvi regina
- Dolce mio Dio
- E m'ami ancor
- Iddio ti salvi
- Infrangiti mio cor
- Mio Gesu con tutto il cuore
- No, che terreno fallo
- O peccator che sai
- Rimira, o peccatore
- Ti voglio amar Gesu
- Vedi, Signor, ch'io piango
- Vergine bella del ciel regina
- Vergine bella e pietosa
- Voglio amar Gesu anch'io
- Stabat mater
- Pange lingua
- 2 Tantum ergo
- 3 Miserere

### Instrumentální skladby
- cca 135 koncertů pro housle a orchestr
- Koncert pro violoncello A-dur
- Koncert pro violu D-dur
- Koncert pro flétnu G-dur
- Koncert pro flétnu F-dur
- cca 15 symfonií
- cca 40 triových sonát
- cca 175 sonát pro housle a basso continuo
- cca 30 sonát pro sólové housle